# Вибачте, Ви помилилися номером
«Ви́бачте, Ви помили́лися но́мером» (англ. Sorry, Wrong Number) — детективна п'єса, написана Люсіль Флетчер у 1943 році, мала успіх у радіовиставах та отримала визнання як фільм Анатоля Літвака 1948 року.

## Сюжет
Головна героїня — Леона Стівенсон, розпещена, прикута до ліжка дочка мільйонера. Телефон є її єдиним зв'язком із зовнішнім світом. Одного разу, включившись у чиюсь телефонну розмову, вона підслуховує діалог двох невідомих, які планують убивство жінки. Леона телефонує до телефонної компанії та поліції, однак її заяви ігноруються. Переживання Леоні додає той факт, що її чоловік Генрі відсутній вдома. Після кількох телефонних дзвінків, що тероризували Леону, вона починає збирати воєдино деталі таємниці. До свого жаху Леона розуміє, що вона і є передбачуваною жертвою злочину.

## Фільм
Фільм відповідає жанру нуар. Фільм знятий у режимі реального часу, з багатьма «спогадами», щоб конкретизувати історію. Фільм дуже темний, гра тіней та кружляння камерою використовуються для підтримки високого рівня очікування.
Оригінальний сюжет був перероблений Люсіль Флетчер для сценарію 1948 року і адаптований до зйомок. У процесі адаптації зникли проблеми наркоторгівлі та інші проблемні місця, що різнило написану п'єсу та зняте кіно.
За роль Леони Стівенсон Барбара Стенвік була номінована на премію Американської кіноакадемії за найкращу жіночу роль.

## П'єса
П'єса уперше прозвучала на радіо у США 25 травня 1943 і була виставою для однієї актриси, Агнес Мурхед, яка читала текст за Леону Стівенсон. П'єсу транслювали сім разів, кожен раз у головній ролі виступала Мурхед. Остання передача вийшла у світ 14 лютого 1960 року.
Інша радіоверсія вистави транслювалася 9 січня 1950 року на «Театр Радіо Люкс».
Інша телевистава була поставлена на станції WCBW-TV (зараз WCBS-TV) в Нью-Йорку 30 січня 1946 року, головні ролі зіграли Мілдред Нотвік (Леона Стівенсон) та Свейн Гордон (Генрі Стівенсон) . П'єса витримала телевистави 1954 та 1989 років у США.
В Україні п'єса «Вибачте, Ви помилилися номером» була поставлена театром «Фабула» Полтавського національного педагогічного університету імені В. Г. Короленка навесні 2012 року (в головних ролях — Ірина Денисовець (Леона Стівенсон), Олександр Лук'яненко (Генрі Стівенсон).

## Дійові особи
- Леона Стівенсон — донька мільйонера
- Герні Стівенсон — чоловік Леони, віце-президент фармацевтичної компанії «Коттерел Корпорейшн»
- Джимм Коттерел — батько Леони, мільйонер, президент фармацевтичної компанії «Коттерел Корпорейшн»
- Доктор Александр — лікар Леони
- Лілі — гувернантка Леони
- Телефоністка
- Жінка у білому халаті
- Чоловік у білому халаті
- Детектив Даффі
- Детектив Лорд
- Саллі Лорд — дружина детектива, подруга Леони
- Місс Дженнінгс — секретарка Генрі
- Професор Еванс — співробітник фармацевтичної компанії «Коттерел Корпорейшн»
- Джордж Морано — наркоторговець
- Містер Немо — убивця